# Atoposmia nitidivitta
Atoposmia nitidivitta là một loài Hymenoptera trong họ Megachilidae. Loài này được Michener mô tả khoa học năm 1943.